# 郑克鲁
郑克鲁（1939年8月1日—2020年9月20日），男，广东中山人，中国文学翻译家，上海师范大学教授。中国作家协会会员。

## 生平
1939年生于澳门妈阁街侧的郑家大屋。其曾祖父是晚清思想家郑观应。小学三年级时，郑克鲁随父亲工作调动来到上海，入读南洋模范小学。1957年从华东师范大学附属中学毕业时，他本打算报考北京大学俄语系，但不巧的是当年俄语专业不招生（中苏交恶），他就报考了法语专业。
1962年从北京大学西方语言文学系毕业后，在中国科学院文学研究所西方组（1964年改为中国社会科学院外国文学研究所）攻读研究生，师从翻译家李健吾。1969年，郑克鲁和同事一起被下放到河南信阳息县劳动。文化大革命后期，他决定重拾法语，挤出时间背诵法语词典。
1979年，他在《世界文学》杂志上发表了第一篇文学翻译作品——巴尔扎克的短篇小说《长寿药水》，随后又连续翻译数篇巴尔扎克的作品。1980年，他和郭家申、黄宝生、文美惠等合编《外国文学作品提要》。和袁可嘉、董衡巽等合编4卷8册《外国现代派作品选》。1981年出版第一本译作，即巴尔扎克中短篇小说集《家庭复仇》。之后又陆续完成杜·伽尔《蒂博一家》四卷本的翻译。
1981年至1983年，在法国巴黎第三大学做访问学者。1984年，任武汉大学法语系主任兼法国问题研究所所长、《法国文学》主编，同时破格晋升教授。1984年加入中国作家协会。1985年加入中国共产党。在武汉大学期间，他陪同校长刘道玉访问法国，签署相关合作协议。1987年3月13日，时任法国国民教育部长勒内·莫诺里访华时，在武汉大学向郑克鲁颁发国家一级教育荣誉奖章。
1987年调回上海，历任上海师范大学文学研究所所长、中文系主任、图书馆馆长、中国语言文学博士后流动站站长、欧洲学院名誉院长等职。他还是中国法国文学研究会副会长、上海翻译家协会副会长。2009年退休。
2010年，获中国翻译协会“资深翻译家”荣誉称号。2012年，他翻译的《第二性》获得第四届傅雷翻译出版奖。2018年，与复旦大学王邦佐教授、华东师范大学王家范教授、上海外国语大学章振邦教授获得上海市第十四届哲学社会科学优秀成果奖学术贡献奖。2018年，商务印书馆出版《郑克鲁文集》38卷。
2020年9月20日22点20分，在上海市第六人民医院逝世。

## 出版物
他的译著有《悲惨世界》《巴黎圣母院》《红与黑》《基督山恩仇记》《茶花女》《高老头》《欧也妮·葛朗台》《神秘岛》《異鄉人》《海底两万里》《八十天环游地球》《九三年》《笑面人》《名人传》《青鸟》《魔沼》《小王子》等。文学作品选《法国诗选》《巴尔扎克中短篇小说选》《莫泊桑中短篇小说选》《梅里美中短篇小说选》《法国名家散文选》《法国名家短篇小说选》等。文学史《法国文学史》《法国诗歌史》《现代法国小说史》等。

## 家庭
夫人朱碧恒是英语翻译家。